# Perdita veris
Perdita veris är en biart som beskrevs av Timberlake 1968. Perdita veris ingår i släktet Perdita och familjen grävbin. Inga underarter finns listade i Catalogue of Life.